# 格利澤508
格利泽508是一個位於獵犬座附近的恆星系統，由兩顆紅矮星組成，距離地球約29.6光年。